# Мартин Райнер
Мартин Райнер (на чешки: Martin Reiner) е чешки журналист, поет и писател, автор на произведения в жанра социална драма, лирика, биография и детска литература, преводач, издател и организатор на културни събития.

## Биография и творчество
Мартин Райнер е роден на 1 август 1964 г. в Бърно, Чехословакия. Прекарва част от детството си в село Яновице над Ухлавоу. Баща му емигрира в САЩ през 1970 г. Заради това през 1975 г. е осиновен и приема името Мартин Плухачек (на втория си баща), което носи в периода от 1975 до 2006 г. (когато си връща раждената фамилия), което го защитава от проблемите с комунистическия режим. Като много проблемно дете е изпратен в специално училище и 1982 г. завършва Военното училище „Ян Жижка“ в Моравска Требова. След това следва в Армейският колеж във Вишков, от който е изключен след три семестъра. През 1984 г. става професионален войник в инженерния батальон Литомержице. Арестуван е за отказ да участва в подготовката за военното учение „Щит 84“ в Дупов и е осъден на осеммесечен затвор, който излежава в Орачов близо до Раковник.
След освобождението си от затвора и от армията, в периода 1985 – 1988 г. работи като чиновник в школата по танци Starlet в Бърно. В този период организира няколко дискусионни вечери с писатели в клуба. По това време се жени за първата си съпруга Джитка, която има дъщеря от предишна връзка. Развеждат се през 1992 г.
През 1988 г. работи за кратко като продавач в антикварна книжарница, а след това до следващата година работи като доставчик на печатни издания. Преди ноември 1989 г. организира и вечер, посветена на поета Иван Блатни в младежкия клуб, а също така публично представя поетите Иван Верниш и Андрей Станкович.
В периода 1989 – 1990 г. работи като ръководител в оперетния ансамбъл на Държавния театър в Бърно. След ноември 1989 г. е съосновател на списание Proglas, в чиято редакция работи до април 1990 г. Впоследствие минава на свободна практика като сътрудничи на телевизионното и радио студио в Бърно и организира различни културни събития. През 1990 г. организира първите представления в Бърно на Йозеф Шкворецки, Здена Саливарова и Павел Тигрид, както и прави поредицата от лекции Школа по поезия. През 1991 г. работи като говорител на Министерството на културата на Чешката република.
През октомври 1991 г. става главен редактор на издателство „Народна демокрация-Петров“. То е собственост на Чехословашката народна партия до 1992 г. когато на политическите партии е забранено да правят бизнес. През януари 1993 г. Райнер приватизира издателството и го преименува на Издателство „Петров“. Той работи за по-елитна издателска политика и фокусира издателската дейност главно върху съвременната чешка продукция. Губейки финансовата си поддръжка от партията, в периода 1993 – 1995 г. разчита на получаване на безвъзмездни средства и субсидии. Икономическият просперитет на издателството започва през 1996 г., когато започва да публикува бестселърите на писателя Михал Вивег. Издателството започва да издава и различни поредици като около него се формира кръг от утвърдени писатели и поети – Ирена Душкова, Иржи Кратохвил, Михал Айваз, Иржи Кубена, Андрей Станкович, Ярослав Питински, Роман Анродил, Зено Капрал, Иван Дивиш, Симона Моньова, Зденек Заплетал, Павел Ржезничек, Ярослав Чейка, Павел Шру, както и редица нови автори.
В периода 1993 – 1994 г., като драматург, сценарист и режисьор, организира поредица от представяния на поезия „Първото четене“. В периода 1996 – 2000 г. заедно с поета Иржи Кубена организират Срещата на поетите в Битов, а в периода 2001 – 2004 г. Международния фестивал на поезията „Поезия без граници“ в Оломоуц и конкурс за поезия в периода 2003 – 2005 г. В периода 1999 – 2000 г. редовно пише за културното списание Neon, на което е и главен редактор.
През 2005 г. закрива издателство „Петров“ и година по-късно основава по-малкото издателство „Druhé město” (Втори град), където продължава да работи с редица писатели отпреди и се фокусира изцяло върху съвременната чешка литература.
Първата му книга, стихосбирката „Отчетено ехо“ (Relata refero), е издадена през 1991 г. Получава признание от критиката за стихосбирката си „Decimy” от 1996 г., който през 1998 г. преработва заедно с част от втората си стихосбирка „Миналата година“ (Poslední rok). Следва стихосбирката му „Размразяване“ (Tání chůze) и първата му проза – лирическата новела за състоянието на ума, „Курорт“ (Lázně) от 1998 г. Като поет участва в международни поетични фестивали и конкурси (Гренобъл, Рен, Прага, Будапеща, Дрезден, Сан Франциско, Мадрид, Виена, Единбург).
Като поет и издател се интересува от живота и творчеството на чешкия поет Иван Блатни, който емигрира във Великобритания през 1948 г. През 2014 г. е издаден романът му „Поетът. Роман за Иван Блатни“, романизирана биография на поета. Книгата печели най-престижната чешка литературна награда „Магнезия Литера“ в категория „Книга на годината“, литературната награда „Йозеф Шкворецки“, както и първо място в популярната анкета на вестник „Лидове новини“ за книга на годината.
Жени се за втори път през 2014 г. Има дъщеря - Либуше. От дълго време писателят страда от болестта на Бехтерев.
Мартин Райнер живее със семейството си в Бърно.

## Произведения

### Поезия
- Relata refero (1991)[6][1][2][5]
- Poslední rok (1995)
- Decimy (1996; преработка 1998)
- Tání chůze (1998)
- Staré a jiné časy (2002)
- Where is the Urn? (2005)
- Pohled z kavárny v Bath (2007)
- No Through Road (2007)
- In the Land of Cannibals (2008)
- Hubená stehna Twiggy (2010)
- Nové decimy (2015)
- Magické číslo 9 (2020)

### Самостоятелни романи
- Lázně (1998)[6][1][2][5]
- Lucka, Maceška a já (2009)
- Básník, Román o Ivanu Blatném (2014) – награда „Магнезия Литера“ и награда „Йозеф Шкворецки“
Поетът. Роман за Иван Блатни, изд. „Изида“ (2018), прев. Красимир Проданов

### Сборник
- Jeden z milionu (2016) – разкази[6][1][2][5]

### Детска литература
- Tři tatínci a maminka (2010) – с Мартин Вивег и Павел Шрут